# Timebelle
Timebelle – szwajcarski zespół muzyczny założony w 2010 roku, mający skład międzynarodowego pochodzenia. Reprezentanci Szwajcarii w 62. Konkursie Piosenki Eurowizji w 2017 roku.

## Historia zespołu
Zespół został założony przez pięciu studentów Uniwersytetu w Bernie, do których później dołączyła Miruna Manescu. W 2015 roku spory rozgłos przyniósł im singiel „Singing About Love”, dzięki czemu postanowili wziąć udział w krajowych eliminacjach do 60. Konkursu Piosenki Eurowizji. W finale selekcji zajęli drugie miejsce, przegrywając jedynie z Mélanie René. W tym samym roku ukazały się ich dwa nowe single: „Desperado” i „Are You Ready?”. 10 października ukazał się ich debiutancki minialbum zatytułowany Desperado.
W 2017 roku zespół wystartował z utworem „Apollo” w krajowych eliminacjach eurowizyjnych Die Entscheidungsshow. W finale selekcji otrzymali 47,88% głosów telewidzów, dzięki czemu wygrali konkurs, zostając tym samym reprezentantami Szwajcarii w 62. Konkursu Piosenki Eurowizji organizowanym w Kijowie. 11 maja 2017 roku wystąpili w drugim półfinale konkursu i zajęli dwunaste miejsce, przez co nie awansowali do finału.

## Skład zespołu

### Obecni członkowie
- Miruna Manescu – wokalistka
- Samuel Forster – perkusista
- Emanuel Daniel Andriescu – multiinstrumentalista

### Byli członkowie
- Rade Mijatović – akordeon
- Christoph Siegrist – gitara
- Sándor Török – gitara basowa

## Dyskografia

### Minialbumy (EP)
- Desperado (2015)

### Single
- 2015 – „Singing About Love”
- 2015 – „Desperado”
- 2015 – „Are You Ready?”
- 2017 – „Apollo”